# مؤشر الجوع العالمي

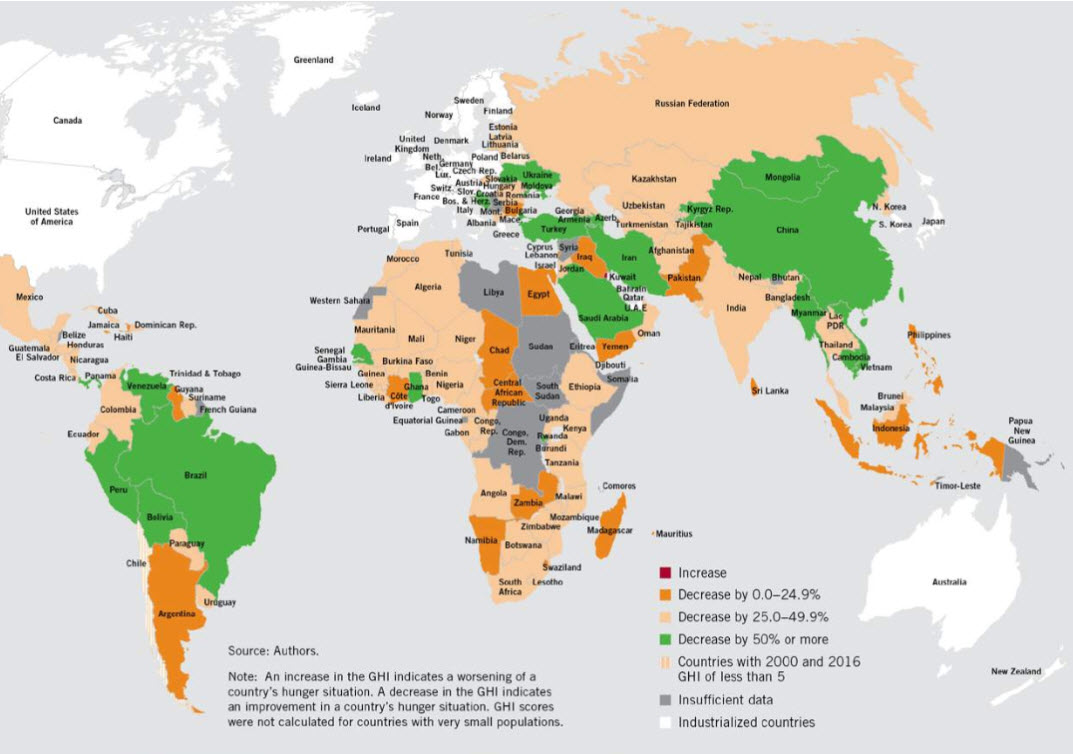
خريطة نتائج مؤشر الجوع العالمي لعام 2016

يُعد مؤشر الجوع العالمي (GHI) أداة إحصائية مُتعددة الأبْعاد تُستخدم لوصفِ حالة الجوع في البلدان. حَيث يقيس التَقدم والفشل في الكفاحِ العَالمي ضِد الجوع. . ويَتم تَحديثه مَرة واحدة في السَنة.
تم اعتِماد المُؤشر وتَطويره مِن قِبل المَعهد الدولي لبحوث السياسات الغذائية (IFPRI)، ونُشر لأول مرةٍ في عام 2006 مع »ويثانجرهيلف»، وهي مُنظمة غير ربحية ألمانية (NPO). مُنذ عام 2007، انضمت المُنظمة غير الحكومية الأيرلندية العالمية المَعنية بالمجموعة إلى ناشر مشارك.
يُقدم تقرير مؤشر الجوع العالمي (GHI) لعام 2017 - وهو التقرير الثاني عشر في سلسلة سنوية - مقياسًا مُتعدد الأبعاد للجوع على المستوى الوطني والإقليمي والعالمي. ويُبين أن العالم قد أحرز تقدمًا في الحد من الجوع منذ عام 2000، ولكن التقدم كان متفاوتًا، وقد يَكون الآن ُمهددًا. ويَجد تَقرير هذا العام أن العديد مِن البلدان لديها مُستويات جوع أعلى في عام 2017 عما كانت عليه في عام 2008، مما يشير إلى أن التقدم في الحد من الجوع خلال العقود الأخيرة يتراجع في الآونة الأخيرة في بعض الأماكن.
بالإضافة إلى هذا الترتيب، يُركز تقرير مُؤشر الجوع العالمي كل عام على موضوع رئيسي: في عام 2017 يكون التَركيز المواضيعي على عدم المساواة والجوع.
موضوعات السنوات السابقة شملت:
نقص التغذية في مرحلة الطفولة المبكرة بين الأطفال الذين تقل أعمارهم عن سنتين (2010).
ارتفاع أسعار المَواد الغذائية وتذبذبها في السنوات الأخيرة وتأثير هذه التغييرات على الجوعِ وسوء التغذية في عام 2011.
في عام 2012: تَحقيق الأمن الغذائي والاستخدام المُستدام للموارد الطبيعية، عندما تُصبح المَصادر الطبيعية للأغذية أكثر نُدرة.
في عام 2013، كان التَركيز على تعزيزِ المُرونة على مستوى المُجتمع ضد
.
في عام 2014، كان التركيز على الجوع الخَفي، وهو شكل من أشكال نقص التغذية يتميز بِنَواقص المُغذيات الدقيقة.
في عام 2015، كان التَركيز على النِزاع المُسلح وعلاقته بالجوع.
في عام 2016، كان التركيز على الوصول إلى هَدف الأمم المُتحدة للتنمية المستدامة وهو عدم وجود الجوع بحلول عام 2030.
بالإضافة إلى مؤشر GHI السنوي، تم نَشر مُؤشر الجوع لولايات الهند (ISHI) في عام 2008، وتم نشر مُؤشر الجُوع الوَطني الفرعي لإثيوبيا في عام 2009.
الهند تتصدر قائمة الجوع في العالم مع 194 مليون شخص. [ 24]هذا أكثر مِن مَجموع سُكان أستراليا وكندا والمملكة المتحدة وفرنسا. ومع ذلك، فإن عدد سكان الهند أكثر من مجموع السكان من جميع البلدان الأوروبية، كندا، أستراليا، نيوزيلندا والولايات المتحدة.
تَسمح الخَريطة التَفاعلية للمُستخدمين بتَصوير البيانات لسنوات مُختلفة والتكبير في مناطق أو بلدان مُعَينَة.

## محور مؤشر الجوع العالمي لعام 2019: تحدي الجوع والتغير المناخي
يشير تقرير مؤشر الجوع العالمي لعام 2019 إلى أن التغير المناخي يجعل من الصعب إطعام وتغذية السكان بشكل كافٍ ومستدام. للتغير المناخي آثار سلبية مباشرة وغير مباشرة على الأمن الغذائي والجوع من خلال التغيرات في إنتاج الغذاء وتوافره، والنفاذ إليه، ونوعيته، واستخدامه، واستقرار النظم الغذائية. يمكن للتغير المناخي بالإضافة لذلك أن يساهم في الصراع، خاصة في المناطق المعرضة للخطر والتي تعاني من انعدام الأمن الغذائي، مما يخلق ضعفًا مزدوجًا للمجتمعات المحلية، والتي تتخطى قدرتها على التكيف.
يثير التغير المناخي أربعة أوجه رئيسية من عدم المساواة، وتظهر في التفاعل بين التغير المناخي والأمن الغذائي: 1. درجة المسؤولية عن التسبب بالتغير المناخي 2. الآثار المنتقلة بين الأجيال بشأن التغير المناخي 3. آثار التغير المناخي على الفقراء في الجنوب العالمي 4. القدرة والاستيعاب فيما يخص التعامل مع آثار التغير المناخي.
إن الإجراءات الحالية غير كافية لحجم التهديد الذي يشكله التغير المناخي على الأمن الغذائي. يُعترف بالتحويل - وهو تغيير أساسي في خصائص النظم البشرية والطبيعية - الآن على أنه أمر أساسي لمسارات التنمية التي تتكيف مع المناخ والتي يمكن أن تحقق انعدام الجوع. يجب أن تدفع القيم والسلوكيات الفردية والجماعية نحو الاستدامة وتحقيق توازن أكثر عدالة للقوة السياسية والثقافية والمؤسساتية في المجتمع.

## محور مؤشر الجوع العالمي لعام 2018: الهجرة القسرية والجوع
يقدم تقرير مؤشر الجوع العالمي (جي إتش آي) لعام 2018- وهو الثالث عشر في السلسلة السنوية- مقياسًا متعدد الأبعاد للجوع على المستوى الوطني والإقليمي والعالمي من خلال تحديد درجةٍ رقمية تستند إلى عدة جوانب من الجوع. يصنِّف البلدان حسب درجة جي إتش آي ويقارن النتائج الحالية مع النتائج السابقة. يظهر تقرير عام 2018 انخفاض الجوع وسوء التغذية في العديد من البلدان من حيث المتوسط العالمي منذ عام 2000، ولكن الجوع وسوء التغذية موجودان أو يتفاقمان في بعض أنحاء العالم. لم تشهد 16 دولة أي تغيير أو زيادة في مستويات مؤشر الجوع العالمي منذ عام 2010.
تتناول المقالة الواردة في تقرير جي إتش آي لعام 2018 الهجرة القسرية والجوع- وهما تحديان مترابطان بشكل وثيق، ويؤثران على بعض أفقر مناطق العالم والمنكوبة بالصراعات بشدة. هناك ما يقدر بـ 68.5 مليون نازح على الصعيد العالمي، منهم 40.0 مليون نازح داخليًا و25.4 مليون لاجئ و3.1 مليون طالب لجوء. قد يكون الجوع بالنسبة لهؤلاء الناس سببًا للهجرة القسرية ونتيجةً لها.
يجب تحسين دعم النازحين الذين يعانون من انعدام الأمن الغذائي في أربعة مجالات رئيسية: •الاعتراف بالجوع والنزوح ومعالجتهما كمشاكل سياسية. •اعتماد مناهج أكثر شمولية لظروف النزوح الطويلة التي تنطوي على دعم التنمية. •تقديم الدعم للنازحين الذين يعانون من انعدام الأمن الغذائي في مناطقهم الأصلية. •إدراك أن صمود النازحين ليس غائبًا أبدًا ويجب أن يكون الأساس لتقديم الدعم.
يقدم تقرير مؤشر الجوع العالمي لعام 2018 توصيات لتوفير استجابة أكثر فعاليةً وشموليةً للهجرة القسرية والجوع. يشمل ذلك التركيز على تلك البلدان ومجموعات الأشخاص الذين يحتاجون إلى أكبر قدر من الدعم، وتوفير حلول طويلة الأجل للنازحين، والمشاركة في قدر أكبر من تقاسم المسؤولية على المستوى الدولي.

## محور مؤشر الجوع العالمي لعام 2017: أوجه عدم المساواة في الجوع
يسلط تقرير عام 2017 الضوء على الطبيعة المتفاوتة للتقدم المحرز في الحد من الجوع في جميع أنحاء العالم، والطرق التي تؤدي بها أوجه عدم المساواة في السلطة إلى عدم تكافؤ في التغذية.
يتطلب تحقيق «عدم إغفال أحد» من أهداف التنمية المستدامة للأمم المتحدة مناهج للجوع وسوء التغذية، واللذان هما أكثر حساسية لتوزيعهما غير المتكافئ، وأكثر انسجامًا مع أوجه عدم المساواة في السلطة، والتي تزيد من آثار الفقر والتهميش على سوء التغذية. يؤكد التقرير على أهمية استخدام تحليل القدرة لتسمية جميع أشكال السلطة التي تجعل الناس يعانون من الجوع وسوء التغذية، وأهمية تصميم التدخلات التي تركز بشكل استراتيجي على مكان ممارسة السلطة، والحاجة إلى تمكين الجياع والذين يعانون من سوء التغذية، لتحدي فقدان السيطرة على الطعام الذي يأكلونه ومقاومته.

## محور مؤشر الجوع العالمي لعام 2016: القضاء على الجوع
يقدم مؤشر الجوع العالمي (جي إتش آي) لعام 2016 مقياسًا متعدد الأبعاد للجوع على المستوى الوطني والإقليمي والعالمي، مع التركيز على كيفية القضاء على الجوع في العالم بحلول عام 2030.
أحرز العالم النامي تقدماً كبيراً في الحد من الجوع منذ عام 2000. يظهر مؤشر الجوع العالمي لعام 2016 أن مستوى الجوع في البلدان النامية كمجموعة انخفض بنسبة 29%. كان هذا التقدم غير متكافئ على الرغم من ذلك، وما تزال هناك فوارق كبيرة في الجوع على المستويات الإقليمية والوطنية ودون الوطنية.
يؤكد مؤشر الجوع العالمي لعام 2016 على أنه يجب تحديد المناطق والبلدان ومجموعات السكان الأكثر تعرضًا للجوع وسوء التغذية، وبالتالي يمكن العمل على تحسينها، إذا كان المجتمع الدولي يرغب في تحقيق الهدف الثاني من أهداف التنمية المستدامة بشكل جدي، لإنهاء الجوع وتحقيق الأمن الغذائي.